# João Soares de Albergaria de Sousa
João Soares de Albergaria de Sousa (Velas, 16 de janeiro de 1776 — Velas, 1 de fevereiro de 1875), frequentemente referido apenas como João Soares de Albergaria, foi um político liberal e abastado proprietário rural da ilha de São Jorge, autor da Corografia Açórica, obra publicada em 1822 e hoje considerada o documento fundador da açorianidade enquanto consciência política da existência do povo açoriano.

## Biografia
Era filho primogénito do coronel de milícias Inácio Soares de Albergaria e Sousa e de sua esposa, Isabel Delfina da Silveira Pereira de Lemos, família da melhor aristocracia da terra e dos mais abastados proprietários da ilha.
Terá adquirido a sua educação nas Velas, não se lhe conhecendo o percurso formativo, embora se saiba que, em 1814 já era alferes da milícia local. Em 1818, então com apenas 22 anos de idade, embarcou para a Corte então no Rio de Janeiro, ao que parece numa tentativa de obter confirmação régia para os privilégios e títulos familiares.
Permaneceu naquela Corte até aos princípios de 1820, quando embarcou para Lisboa. Chegou a Portugal no auge da Revolução liberal do Porto, encontrando as Cortes Gerais Extraordinárias e Constituintes da Nação Portuguesa em plena formação.
Envolveu-se nos meios políticos de Lisboa, assumindo-se como membro da esquerda liberal, fazendo-se membro da Sociedade Patriótica Filantropia, agregando em torno de si um grupo de açorianos, entre os quais a maioria dos deputados que, do arquipélago, tinham sido enviados às Cortes. Foi nesse ambiente que assumiu a liderança do grupo que via o surgimento da Constituição Portuguesa de 1822 como o momento azado para introduzir nos Açores uma governação mais democrática que pusesse fim à administração colonial existente e à prepotência da governação na Capitania Geral dos Açores.
Foi nesse período de grande efervescência política que redigiu, em conjunto com outros três corógrafos, ao que parece eleitos numa reunião política, a "Corographia Açorica, ou Descripção Phísica, Política e Histórica dos Açores, por um cidadão açorense, M. da Sociedade Patriótica Phylantropya n'os Açores" (Lisboa, Imp. de João Nunes Esteves, 1822). A obra é fruto da reflexão da tertúlia política reunida em torno do autor, constituindo um claro manifesto de orientação política, escrito como programa a seguir pelos deputados às Cortes Constituintes.
Nos tumultuosos anos que culminariam nas Guerras Liberais, as posições autonomistas e de unidade açoriana contidas na "Corografia Açórica" acabam por não vingar, já que a unidade açoriana fragmentou-se nas disputas pela independência dos governos da ilha de São Miguel, e depois do Faial, face à administração centralizada em Angra. Apesar do fracasso da posição que defendia, Soares de Albergaria permaneceu em Lisboa até 1827, adquirindo uma experiência política que marcaria todo o seu percurso posterior.
Em 1827 regressou a São Jorge, assumindo a direcção dos negócios familiares, adquirindo grande preponderância na vida política da ilha. Tal contudo seria de pouca dura, já que no ano seguinte (1828) a situação política inverteu-se e os Liberais, de que Soares de Albergaria era o líder incontestado, passaram a ser perseguidos.
A 16 de Maio de 1828 rebentou em Angra a contra-revolução, e Miguel I de Portugal foi aclamado rei absoluto. O capitão-general Manuel Vieira de Albuquerque Tovar expediu de imediato ordens para que todas as ilhas jurassem fidelidade ao novo monarca. Quando a embarcação que trazia as ordens aportou às Velas em 11 de junho de 1828, naquela que deveria ser uma breve escala a caminho das demais "ilhas de baixo", encontrou as autoridades locais hesitantes e com pouca motivação para a aclamação, com o governador militar, José Maurício Rodrigues, certamente pressionado por Soares de Albergaria, a protelar a convocação da necessária reunião camarária.
Finalmente, a 15 de junho, a reunião foi feita de forma improvisada, mas, quando se preparava o juramento, Soares de Albergaria, à frente dos liberais locais, interveio, argumentando que as ordens deveriam constar de Carta Régia, e não de um simples mandato do capitão-general. O estilo exaltado e eloquente, e a influência que Soares de Albergaria, da melhor aristocracia e grande proprietário certamente comandava, impediram o juramento, e a embarcação, face ao atraso entretanto registado, regressou a Angra, não se realizando as aclamações em São Jorge nem nas demais ilhas para oeste.
Poucos dias depois, a 22 de Junho, sublevou-se em Angra o Batalhão de Caçadores n.º 5, e a Carta foi restaurada, proclamando-se a fidelidade da ilha a "D. Maria da Glória e ao seu Augusto pai, o Senhor D. Pedro".
Apesar da vitória liberal na Terceira, infelizmente para Soares de Albergaria e os seus correligionários em São Jorge, a revolução terceirense não conseguiu sequer dominar toda a ilha Terceira, não se estendendo a São Miguel, onde entretanto se tinham concentrado as forças miguelistas. Recebida, via São Miguel, a Carta Régia de D. Miguel a exigir a aclamação, aos liberais de São Jorge mais não restou que submeter-se, e a 28 de outubro de 1828, D. Miguel foi jurado nas Velas.
Naquele juramento participou Soares de Albergaria, que perante a força do governador, que  entretanto convocara as tropas para garantir o juramento, não resistiu, num episódio que lhe seria no futuro assacado pelos adversário políticos como cobardia.
Dado o seu poder e influência local, Soares de Albergaria escapou à prisão imediata, mas publicado o Decreto de 4 de Março de 1829 e chegado à ilha o corregedor Francisco José Pacheco, com alçada específica para punir os pedreiros livres que se tinham oposto à aclamação, numa devassa que se iniciou a 6 de novembro de 1829, foi um dos primeiros indiciados.
Perante a publicação da "Corografia Açórica", pouco podia Soares de Albergaria alegar para se defender e, a 14 de novembro, foi detido e enviado para Ponta Delgada, onde se tinha estabelecido um tribunal especial para punir os sediciosos liberais. Julgado sumariamente, recebeu uma pena de cinco anos de degredo para Angola, de nada lhe valendo a fortuna e influência familiar. Interposto recurso, a 25 de maio viu a pena ser comutada para cinco anos de prisão na Praça-forte de Elvas, para onde foi enviado a 25 de junho de 1830.
Entre esse ano e o de 1834, esteve detido nas praças-fortes de Elvas e de Almeida, sofrendo grandes agruras, ao mesmo tempo que os seus bens, que haviam sido confiscados, eram malbaratados na ilha. A libertação só chegou em 1834, quando as tropas do duque da Terceira capturaram aquelas praças.
Regressou a São Jorge em 1835, encontrando os seus bens em grande desordem, já que as suas propriedades lhe foram devolvidas do sequestro em estado lastimoso.
No seu regresso veio encontrar muitos dos que o haviam perseguido instalados no poder municipal, agora metamorfoseados em respeitáveis liberais. A partir daí Soares de Albergaria iniciou um percurso que o manteve sempre na esquerda liberal, militando com os Setembristas e no Partido Histórico. Foi deputado na legislatura de 1837 e 1838, apoiando a Revolução de Setembro e a nova Constituição.
Em São Jorge exerceu diversos cargos municipais e foi provedor da Santa Casa da Misericórdia das Velas.
Após prolongada doença, faleceu, deixando como principal legado político a "Corografia Açórica", obra amiúde citada por várias gerações de pensadores açorianos e que, passados 153 anos da sua primeira publicação, ainda foi reeditada em 1975, como manifesto político.

## Obra publicada
- Corographia Açorica, ou Descripção Phisica, Política, e Histórica dos Açores, por um cidadão açorense, Lisboa, na Impressão de João Nunes Esteves, 133 pp., 1822. A obra foi reeditada em fac-simile em 1975, como parte da campanha fascista-separatista, Movimento para a Autodeterminação do Povo Açoriano (MAPA), que se seguiu à Revolução de 25 de Abril, e reeditada, com grafia actualizada, prefácio e fixação do texto de José Guilherme Reis Leite, pela editora Jornal de Cultura, Ponta Delgada, 1995 (ISBN 9727550134).